# Robert Häusser
Robert Häusser (Stuttgart, 8 de noviembre de 1924 - Mannheim, 5 de agosto de 2013) fue un fotógrafo alemán que se caracterizó por su defensa de la fotografía como arte.
Con diez años su madre le regaló una cámara y hasta 1938 no pudo disponer de su primera cámara que fue una Retinette de Kodak aunque dos años después pudo disponer de una Rolleicord para realizar fotografías con calidad. Con 17 años inició sus estudios en la escuela de artes gráficas de Stuttgart y estuvo trabajando de modo voluntario como fotógrafo de prensa. Desde 1942 estuvo sirviendo en el ejército alemán y al finalizar la Segunda Guerra Mundial estuvo internado en un campo estadounidense.
En 1946 se casó con Elfriede Meyer con la que tuvo una hija, poco después de casarse se fue a vivir a Brandemburgo con sus padres y ayudarles en el trabajo agrícola, al mismo tiempo dado su interés por la fotografía se dedicó a realizar retratos a los campesinos y asistió a clases en la Escuela de Artes Aplicadas de Weimar donde tuvo como profesores a Heinrich Freytag y Walter Hege.   
En 1950 su trabajo fotográfico empezó a destacar en varias exposiciones como la Photokina y a publicarse sus fotografías que recibían diversos premios. Sin embargo como vivía en la República Democrática Alemana se le pidió formar parte de la Asociación de artistas socialistas a lo que se negó y empezó a tener dificultades con las autoridades, lo que motivó que en 1952 se evadiese a la república federal. 
Tras su traslado a Mannheim tuvo que iniciar su trabajo aunque pronto consiguió clientes y abrió un estudio en la ciudad, en varios casos sus clientes eran artistas por lo que tuvo ocasión de conseguir una buena colección de arte. A partir de los años sesenta comenzó a realizar menos trabajos de fotografía profesional y más de fotografía artística hasta que en 1968 abandonó el trabajo comercial. En 1969 fue uno de los miembros fundadores de la «Federación de Diseñadores Fotográficos Alemanes Independientes» y comienza a participar en las actividades asociativas llegando a ser presidente de la «Sociedad de Fotógrafos Alemanes» a la que consiguió cambiar el nombre por «Academia alemana de fotografía» ya que su papel durante el gobierno de Hitler no llegó a tener la necesaria independencia del poder político.
Sus trabajos se pueden englobar en el movimiento de la fotografía subjetiva. Sus temas más conocidos son los retratos de campesinos en la zona de Brandemburgo pero también paisajes y ciudades cuyas fotografías recogía en álbumes. En sus fotografías se destaca el interés por la soledad, el abandono y la muerte. Utilizó la serie fotográfica como medio de expresión, una de las más conocidas es la que realizó en 1983 dedicada a Mussolini que consiste en 21 fotografías de puertas de la villa en que vivía representando cada una un año de los que estuvo en el poder. Otra serie muy conocida se llama Wing y es una contraposición de formas entre la figura humana y las formas rectas de una mesa.
A lo largo de su vida recibió bastantes premios y reconocimientos, casi todos en Alemania, publicando gran cantidad de material, asimismo realizó numerosas exposiciones; una de las últimas, en el Museo de Mannheim, constó de 24 fotografías del muro de Berlín realizadas entre 1961 y 1963.